# Campezo
Campezo (baskijski: Kanpezu) – gmina w Hiszpanii, w prowincji Araba, w Kraju Basków, o powierzchni 85,02 km². W 2011 roku gmina liczyła 1136 mieszkańców.